# Lena Hjelm-Wallén
Lena Hjelm-Wallén (ur. 14 stycznia 1943 w m. Sala) – szwedzka polityk i nauczycielka, działaczka Szwedzkiej Socjaldemokratycznej Partii Robotniczej, posłanka do Riksdagu, minister w różnych resortach.

## Życiorys
W 1965 ukończyła studia na Uniwersytecie w Uppsali, po czym przez kilka lat pracowała jako nauczycielka w rodzinnej miejscowości. Zaangażowała się w działalność polityczną w ramach socjaldemokratów. W 1968 weszła w skład komitetu wykonawczego partii w regionie administracyjnym Västmanland, a w 1976 w skład władz centralnych tego ugrupowania.
W 1969 objęła mandat posłanki do Riksdagu, wielokrotnie uzyskiwała poselską reelekcję, zasiadając w szwedzkim parlamencie do 2002. W socjaldemokratycznych gabinetach była ministrem do spraw szkół (1974–1976, w ramach ministerstwa edukacji i kultury), ministrem edukacji i kultury (1982–1985), ministrem do spraw międzynarodowej współpracy rozwojowej (1985–1991, w ramach ministerstwa spraw zagranicznych) oraz ministrem spraw zagranicznych (1994–1998). Dwukrotnie pełniła funkcję wicepremiera Szwecji (1990, 1995–2002). Reprezentowała szwedzki rząd w Konwencie Europejskim.
Później przez kilka lat zarządzała Svenska Afghanistankommittén, szwedzką organizacją pozarządową działającą w Afganistanie.